# Hugo Fasel
Pour les articles homonymes, voir Fasel.
Hugo Fasel, né le 4 octobre 1955 à Alterswil, est une personnalité politique suisse, membre du Parti Chrétien-Social.

## Biographie
Originaire de la Singine germanophone minoritaire dans le canton de Fribourg, il est détenteur d'une licence en science politique ; il est membre du Parti Chrétien-Social. Au Conseil National, il siège dans le groupe des Verts. Conseiller national de 1991 à 2008, il est ensuite président de la Confédération des syndicats chrétiens, puis de Travail.Suisse.
En 2008, il quitte le Conseil national et devient directeur de Caritas Suisse. Il prend sa retraite en 2020. 